# Maurice Van Ranst
Maurice Van Ranst   (valor desconegut - valor desconegut) va ser un genet belga que va competir a començaments del segle xx.
El 1920 va prendre part en els Jocs Olímpics d'Estiu d'Anvers, on va disputar dues proves del programa d'hípica. En la prova de figures per equips guanyà la medalla d'or, mentre en la de figures individual fou quart.